# Fontaine du Palmier

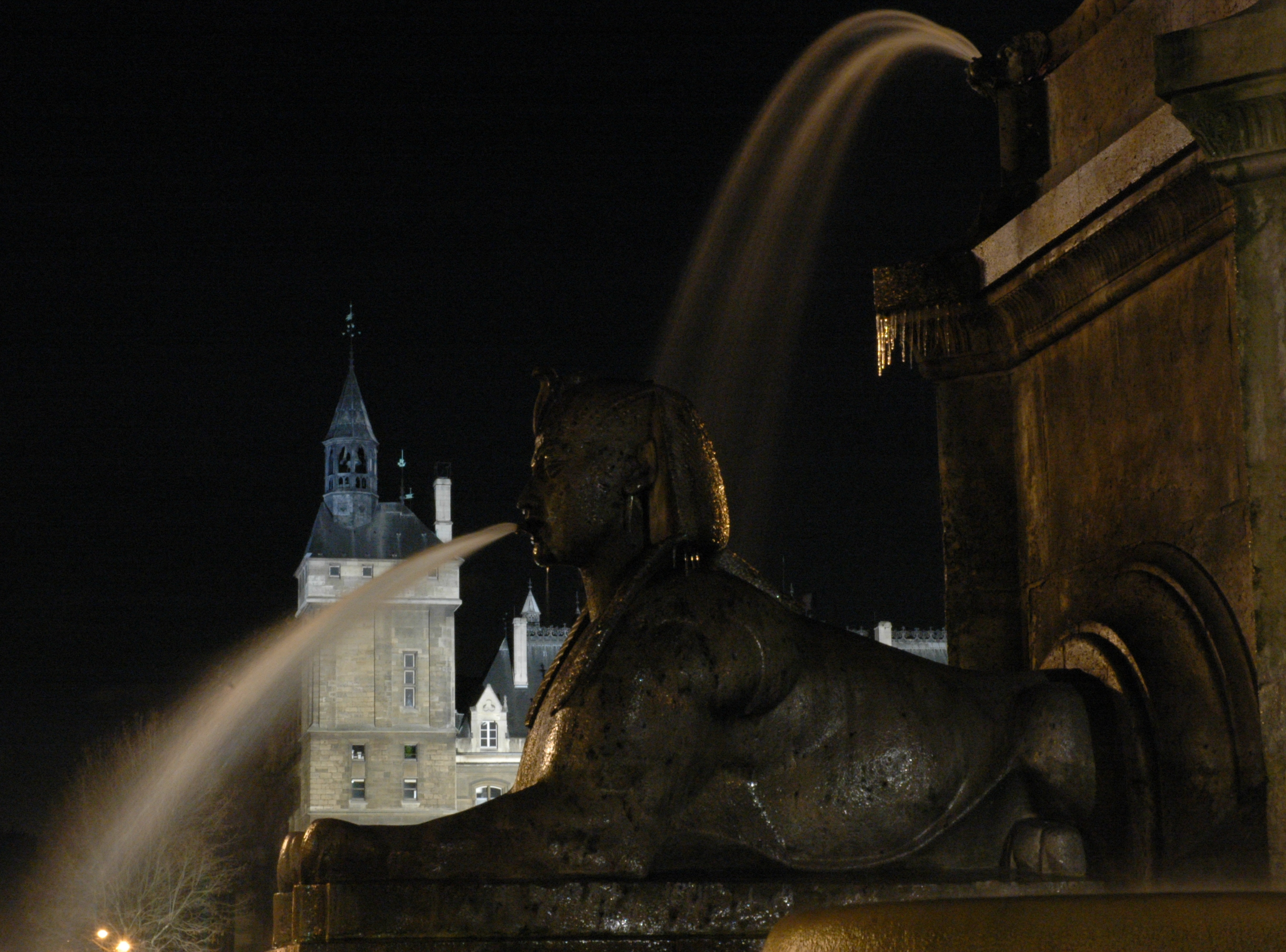
La Fontaine du Palmier.

La fontaine du Palmier, o fontaine du Châtelet, o també fontaine de la victoire, és un monument  parisenc situat a la place du Châtelet, entre el Théâtre du Châtelet i el Théâtre de la Ville al  1r districte. Aquesta font va ser demanada el 1806 per Napoleó Bonaparte a Emmanuel Crétet el seu ministre de l'interior, per commemorar les seves victòries i també per concedir aigua potable gratuïta als parisencs. El projecte fou dirigit per François-Jean Bralle.
Acabada el 1808, té la forma d'una columna (adornada al cim de fulles de palmera, d'on en treu el seu nom) i és superada per una estàtua daurada blandant els llorers de la victòria, obra de l'escultor Louis-Simon Boizot. La bassa inferior ha estat dissenyada per Gabriel Davioud, envoltada per  esfinxs, esculpides per Henri-Alfred Jacquemart d'on en surten brolladors d'aigua.